# خوسيه مادريز
خوسيه مادريز (بالإسبانية: José Madriz Rodríguez)‏ (و. 1867 – 1911 م) هو سياسي من نيكاراغوا .